# Orzens
Orzens ist eine politische Gemeinde im Distrikt Jura-Nord vaudois des Kantons Waadt in der Schweiz.

## Geographie
Orzens liegt auf 622 m ü. M., 7 km südsüdöstlich der Bezirkshauptstadt Yverdon-les-Bains (Luftlinie). Das Strassenzeilendorf erstreckt sich am oberen westlichen Talhang der Mentue, im Molassehügelland des nördlichen Waadtländer Mittellandes.
Die Fläche des 4,2 km² grossen Gemeindegebiets umfasst einen Abschnitt des Hügellandes zwischen der Orbeebene und der Broye. Orzens nimmt den relativ sanft nach Osten geneigten Hang des breiten Höhenrückens zwischen dem Tal des Buron im Westen und dem Talsystem von Sauteru und Mentue im Osten ein. Der Hang wird vom Tälchen der Barbeire untergliedert. Im Osten reicht der Gemeindeboden bis an den Sauteru; die südöstliche Grenze bildet sein linker Zufluss Greyle. Nach Westen erstreckt sich das Gebiet in den Wald Bois Pontey und erreicht auf dem Höhenrücken bei Le Biolet mit 686 m ü. M. den höchsten Punkt von Orzens. Von der Gemeindefläche entfielen 1997 4 % auf Siedlungen, 16 % auf Wald und Gehölze und 80 % auf Landwirtschaft.
Zu Orzens gehören der Weiler Champs Plats (598 m ü. M.) südlich des Baches Barbeire sowie einige Einzelhöfe. Die Nachbargemeinden von Orzens sind im Nordosten Bioley-Magnoux, im Südosten Oppens, im Süden Pailly, im Südwesten Essertines-sur-Yverdon, im Westen Ursins, im Norden Cronay und im Nordnordosten Donneloye.

## Bevölkerung
Mit 214 Einwohnern (Stand 31. Dezember 2023) gehört Orzens zu den kleinen Gemeinden des Kantons Waadt. Von den Bewohnern sind 95,9 % französischsprachig, 1,5 % deutschsprachig und 1,0 % englischsprachig (Stand 2000). Die Bevölkerungszahl von Orzens belief sich 1900 auf 281 Einwohner. Nachdem die Bevölkerung bis 1980 auf 164 Personen abgenommen hatte, wurde seither wieder eine leichte Bevölkerungszunahme registriert.

## Wirtschaft
Orzens war bis in die zweite Hälfte des 20. Jahrhunderts ein vorwiegend durch die Landwirtschaft geprägtes Dorf. Noch heute haben der Ackerbau, der Obstbau und die Viehzucht eine wichtige Bedeutung in der Erwerbsstruktur der Bevölkerung. Weitere Arbeitsplätze sind im lokalen Kleingewerbe und im Dienstleistungssektor vorhanden. In den letzten Jahrzehnten hat sich Orzens auch zu einer Wohngemeinde entwickelt. Einige Erwerbstätige sind deshalb Wegpendler, die vor allem in Yverdon arbeiten.

## Verkehr
Die Gemeinde liegt abseits der grösseren Durchgangsstrassen, an einer Verbindungsstrasse von Essertines-sur-Yverdon nach Donneloye. Durch den Postautokurs, der von Yverdon nach Bercher verkehrt, ist Orzens an das Netz des öffentlichen Verkehrs angebunden.

## Geschichte
Die erste urkundliche Erwähnung des Ortes erfolgte 1177 unter dem Namen Orsens, 1226 erschien die Bezeichnung Orseins. Gleich wie der Name der Nachbargemeinde Ursins leitet sich der Ortsname vermutlich vom burgundischen Personennamen Urs (von lateinisch ursus, Bär) ab und bedeutet bei den Leuten des Urs.
Orzens gehörte im Mittelalter zur Herrschaft Saint-Martin-du-Chêne, später zu jener von Bioley-Magnoux. Mit der Eroberung der Waadt durch Bern im Jahr 1536 gelangte das Dorf unter die Verwaltung der Vogtei Yverdon. Unter der Berner Herrschaft bildete es eine eigene kleine Herrschaft. Nach dem Zusammenbruch des Ancien Régime gehörte Orzens von 1798 bis 1803 während der Helvetik zum Kanton Léman, der anschliessend mit der Inkraftsetzung der Mediationsverfassung im Kanton Waadt aufging. 1798 wurde es dem Bezirk Yverdon zugeteilt.

## Sehenswürdigkeiten
Das Schloss von Orzens, ein stattliches Herrenhaus mit einem kleinen Wohnturm, wurde um 1700 erbaut. Es wurde 1907 wiederhergerichtet und 1942 renoviert. Die Kirche befindet sich auf dem Feld südlich des Ortes. Im Ortskern sind einige charakteristische Bauernhäuser aus dem 17. bis 19. Jahrhundert erhalten.